# Octophialucium mollis
Octophialucium mollis is een hydroïdpoliep uit de familie Malagazziidae. De poliep komt uit het geslacht Octophialucium. Octophialucium mollis werd in 1984 voor het eerst wetenschappelijk beschreven door Bouillon. 